# 디디에 랭데르스

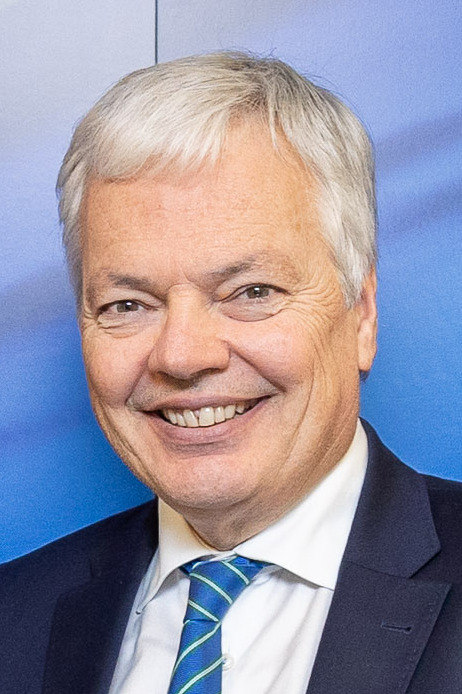

디디에 랭데르스(프랑스어: Didier Reynders, 1958년 8월 6일 ~ )는 벨기에의 정치인이다. 개혁운동(MR) 당원인 그는 2019년 이래 유럽 연합 집행위원회 법무위원장이다. 1992년 국회의원으로 당선되기 전까지 공공기관에서 활동했으며, 1999년부터 2019년까지 단 하루도 빠짐 없이 장관직을 수행하다가 유럽 연합 집행위원회로 가면서 사임했다.
2011년 12월까지 여섯 정부에서 재무장관직을 맡았으며, 이후 두 정부에서 외무유럽부 장관을 지냈다. 2018년 12월 정치 위기 이후 국방장관으로 임명되어 2019년 11월까지 겸직하기도 했다.